# 日本草莓
日本草莓（学名：Fragaria nipponica）是草莓属中，原生于日本本州岛东部的一种，变种有屋久岛町的日本草莓屋久变种（学名：Fragaria nipponica var. yakusimensis）。也有生物学家把它当作一个单独的品种屋久草莓（学名：Fragaria yezoensis）。
所有的草莓的基因都基于一组含七条染色体的染色体组，日本草莓是二倍体，拥有两组这样的染色体组，也就是说一共有14条染色体。
日本草莓，尤其是其变种yakusimensis，主要在日本栽培，出产食用水果。